# マイケル・トーマス・バス Jr.
マイケル・トーマス・バス（英: Michael Thomas Bass、1799年7月6日 - 1884年4月29日）はイギリスのビール醸造業者、 庶民院の議員。彼のリーダーシップの下、バス・ブリュワリーは世界最大のビール醸造業者となり、イギリスで最も有名なブランドとなった。バスは1847年から1887年の間、自由党の一員として庶民院でダービーの代表を務め、ビール醸造産業の有力な代弁者となった。彼は自社が本拠地とするバートン・アポン・トレントおよびダービーの、気前の良い後援者だった。

## 生い立ち
バスは1799年にバートン・アポン・トレントで生まれた。同名の父マイケル・トーマス・バス Sr.は、その父ウィリアム・バスが1777年に設立したバス・ブリュワリーをさらに発展させ、ロシアへの主要な輸出業者に成長させていた。母のサラ・ホスキンズは、バートンの著名な弁護士アブラハム・ホスキンズの娘だった 。
バスはバートン・アポン・トレントのグラマースクールに通い、ノッティンガムで教育を修了した。18歳の時、ナポレオン戦争のためロシアとの交易が途絶したため事業が不振に陥り、バスは見習いとして一家の事業に加わった。その後、インドおよび東南アジア向けのインディア・ペールエールの販売が1820年代には軌道に乗った。

## ビール醸造の第一人者
バスは会社の経営を1827年に引継ぎ、アジア重視の輸出を継続した。1832年-1833年には、年間生産量の 40% にあたる 5,000 樽のビールを輸出した。
1839年にバートン・アポン・トレントに鉄道が開通したことは、輸送費を軽減させ会社の成長を促した。1830年代にはロンドン、リヴァプール、ストーク＝オン＝トレント、バーミンガムの 4 箇所に代理店が置かれていた。これが1880年代には、イギリス国内に 21 箇所、パリにも 1 箇所へと成長した。輸出業はロンドンとリヴァプールの代理店が受け持った。
バスのリーダーシップの下、バス・ブリュワリーの生産と販売は急成長した。ビールの生産は1860年には 34 万樽、1870年代後半には 100 万樽近くに達した。会社は1881年の時点で、バートン・アポン・トレントに醸造所 3 箇所、計 0.59 平方キロメートルにわたる麦芽製造所 26 箇所を所有し、イギリス最大のビール醸造会社にして、最も名の知られた会社となった。

## 国会議員
バスは1848年に初めてダービー選挙区から国会議員に選ばれ、1883年までその職を務めた。『Brewers Journal』に掲載された彼の追悼記事によると、彼は「庶民院において雄弁術よりは、まめな出席態度」で知られていた。酒類を法律で規制しようとする自由党内の非国教主義者たちに反して、バスは国内ビール醸造産業の支持者となることに努めた。
バスは、自由貿易、減税、労働者階級の生活水準向上を支持する、正統派の自由主義者だった。彼は小額債務による有期刑を廃止する法律の制定に努めた。手回しオルガン演奏は路上迷惑行為なので禁止すべきという彼の提案はあまり支持されなかった。
バスはバートン・アポン・トレントとダービーで慈善事業を行なった。彼の追悼記事によると、彼の寄付は総額 8 万ポンドにのぼり、またダービーに対して図書館、博物館、美術学校、運動場、水泳プールを寄贈した。
彼は没する年までダービーの代表議員を務めた。ウィリアム・グラッドストンはバスに爵位の授与を申し出たが、バスは庶民院に留まる方を選んだ。

## 家族
バスは1835年にエリザ・ジェーン・アーデンと結婚した。彼らは 2 人の息子と 2 人の娘をもうけた。長男のマイケル・バスは会社の経営を引き継ぎ、スタッフォード選挙区の代議士を務め、ついには爵位を授けられた。次男のヘイマー・アルフレッド・バスもまたタムワース選挙区の代議士を務めたが、賭博で不祥事を起こし、会社経営からは遠ざけられた。娘のエミリーはウルヴァーハンプトン・ウェスト選挙区の代議士ウィリアム・チチェリ・プラウデンと結婚した。もう一人の娘アリスはジョージ・チェットゥッドと結婚し、初代チェットゥッド男爵フィリップ・チェットゥッドの母となった。